# Eucoptacra similis
Eucoptacra similis är en insektsart som beskrevs av Boris Petrovich Uvarov 1953. Eucoptacra similis ingår i släktet Eucoptacra och familjen gräshoppor. Inga underarter finns listade i Catalogue of Life.